# Distretto di Koçarlı
Il distretto di Koçarlı (in turco Koçarlı ilçesi) è uno dei distretti della provincia di Aydın, in Turchia.